# Carla Fracci

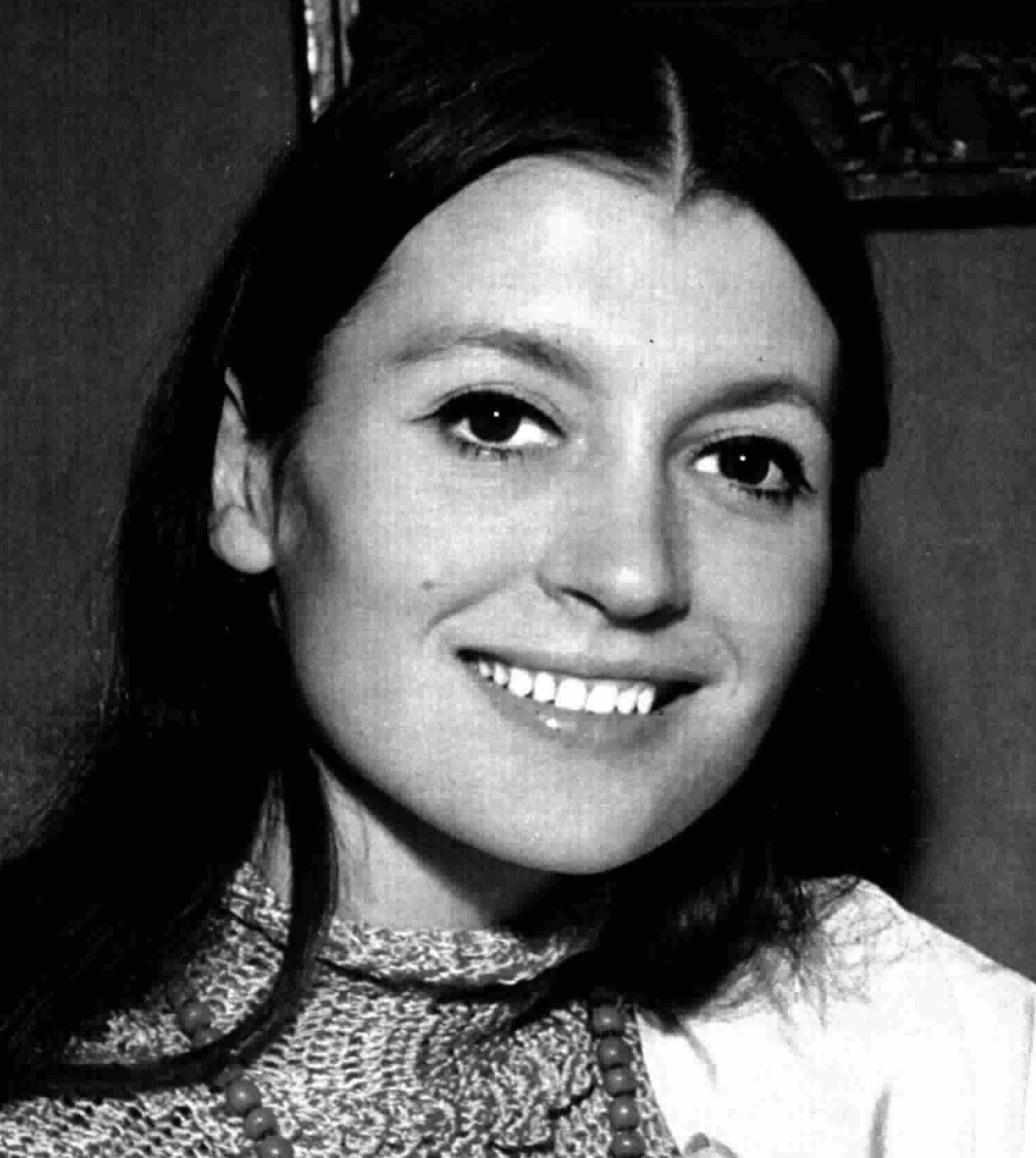
Carla Fracci (1969)

Carla Fracci [ˈkarla ˈfrattʃi] (* 20. August 1936 in Mailand, Italien; † 27. Mai 2021 ebenda) war eine italienische Primaballerina.

## Karriere

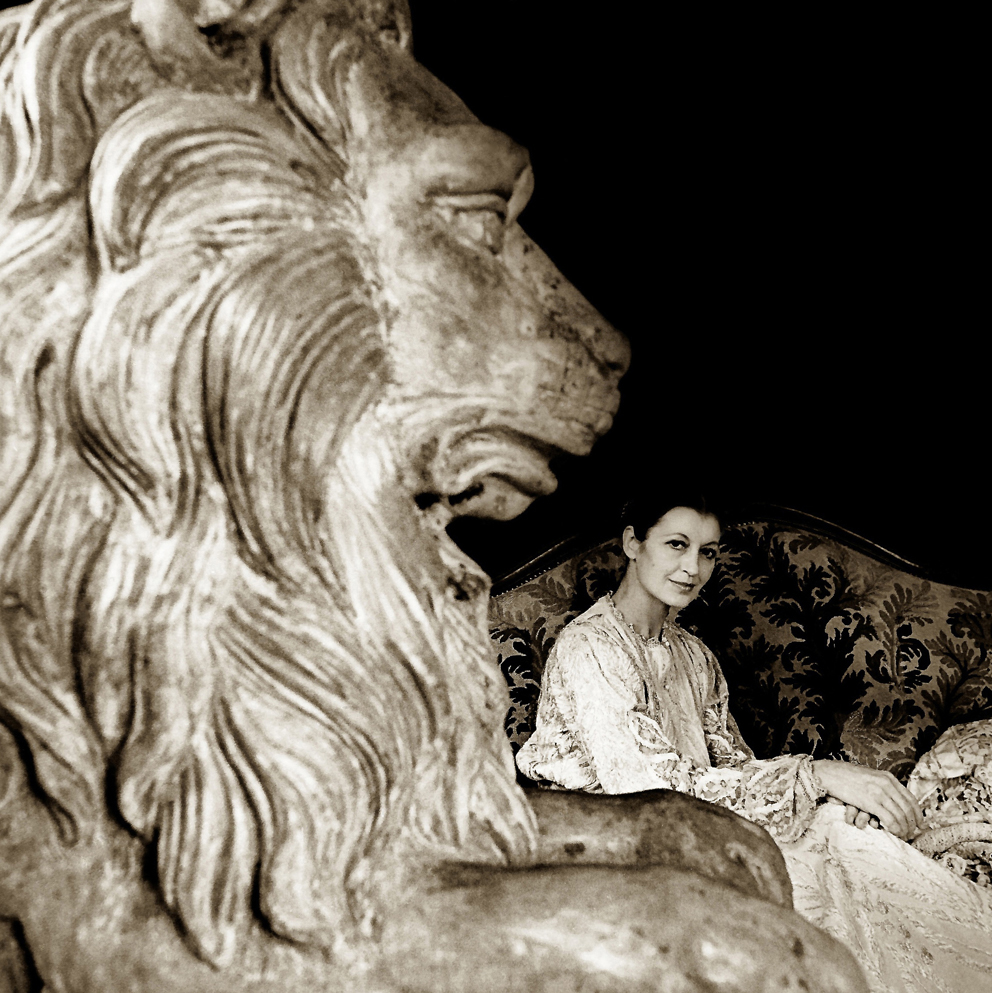
Carla Fracci, fotografiert von Augusto De Luca, 1991

Carla Fracci studierte von 1946 bis 1954 an der Ballettschule der Mailänder Scala. Sie wurde an der Scala zunächst als Solistin engagiert, ab 1958 tanzte sie dort als Primaballerina. So trat sie im Jahr 1958 in der Titelrolle des Balletts Romeo und Julia nach einer Choreographie von John Cranko auf. Fracci verfügte nach Kritikerangaben über eine ausgefeilte Technik mit großer Ausstrahlungskraft. Berühmt bis heute ist Carla Fracci für ihre Darstellung in den klassisch romantischen Balletten wie beispielsweise Giselle, Les Sylphides und Schwanensee. Sie tanzte mit vielen berühmten Partnern, darunter Rudolf Nurejev, Vladimir Vasiliev und Mikhail Baryshnikov.
Carla Fracci war Gast in vielen internationalen Ballett-Kompanien, so zum Beispiel beim London Festival Ballet (1959 und 1962), beim Royal Ballet London (1963), beim Stuttgarter Ballett (1965) und beim Königlich Schwedischen Ballett in Stockholm (1969). Im Jahr 1967 war sie Stargast beim American Ballet Theater.

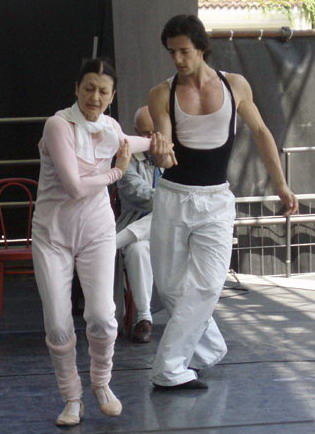
Carla Fracci und Fabio Grossi, 2006

Bekannt ist ihre Rolle als Giselle mit Erik Bruhn als Partner in der gleichnamigen Ballettverfilmung. Sie spielte in mehreren Film- und Fernsehproduktionen in Italien. Zahlreiche ihrer Kostüme wurden von Anna Anni entworfen. Nach ihrer aktiven Laufbahn war sie von 1990 bis 1991 Direktorin des Balletts Neapel, von 1995 bis 1997 Ballettchefin in Verona.
Fracci war seit 1964 mit dem Filmregisseur Beppe Menegatti verheiratet, das Paar hat einen Sohn.

## Preise und Auszeichnungen
- 1981 erhielt sie das Silberne Band als Beste Nachwuchsschauspielerin (Migliore Attrice Esordiente) in dem Film: La Storia vera della signora dalle camelie (Die Kameliendame)
- Großoffizier (1983) und Großkreuz (2003) des Verdienstordens der Italienischen Republik

## Film und TV (Auswahl)
- Guglielmo Tell (1988, TV) Solotanz
- Giuseppe Verdi – Eine italienische Legende (1982) TV-Serie
- Die Kameliendame (1980)
- Nijinsky (1980)
- Giselle (1968)